# Arrivederci, mostro!
| Recensione       | Giudizio |
| ---------------- | -------- |
| AllMusic         |          |
| Musica e dischi  |          |
| la Repubblica XL |          |
| Il Tempo         |          |

Arrivederci, mostro! è il nono album in studio di Luciano Ligabue, pubblicato l'11 maggio 2010 dalla Warner Music Italy. Il lavoro arriva dopo cinque anni dall'ultimo disco di inediti di Ligabue, Nome e cognome, ed esattamente a venti anni di distanza dall'album d'esordio, Ligabue (11 maggio 1990).

## Antefatti
Inizialmente l'uscita dell'album era stata fissata per il 7 maggio 2010, ma la pubblicazione dell'album è stata in seguito posticipata di 4 giorni: l'uscita di Arrivederci, mostro! è avvenuta così l'11 maggio 2010, esattamente 20 anni dopo la pubblicazione del disco di debutto del rocker di Correggio, intitolato Ligabue.

## Descrizione
L'album è stato anticipato dal singolo Un colpo all'anima, che i fans del cantautore hanno potuto ascoltare in anteprima durante il Ligabue Day, tenutosi il 15 aprile 2010. Il brano, entrato in rotazione in tutte le radio italiane dal 16 aprile 2010, ha raggiunto il primo posto sia nella Top Digital Download italiana, sia nella classifica dei brani più trasmessi dalle radio. Ad accompagnare il singolo è stato un videoclip diretto da Marco Salom e girato nel teatro romano dell'antica città di Nora in Sardegna.
Il disco presenta alcune novità: per la prima volta nella sua carriera, Luciano Ligabue non è coinvolto nella produzione artistica, interamente affidata a Corrado Rustici. Inoltre l'album vede la presenza di Lenny, il figlio undicenne di Ligabue, che compare nel brano Taca banda, nel ruolo di batterista.
Tra le canzoni più discusse del disco, è da segnalare Quando mi vieni a prendere? (Dendermonde 23/01/09), che descrive dal punto di vista di un bambino quanto successe a Dendermonde il 23 gennaio del 2009, quando un ragazzo, vestito da Joker, entrò in un asilo della cittadina belga con un coltello, uccidendo due bambini e una maestra, atto per il quale venne condannato all'ergastolo. Ligabue, scosso da questo fatto di cronaca, ha scritto la canzone che è tuttora la più lunga della sua discografia: 7 minuti.
Un altro brano inusuale è Caro il mio Francesco, una lettera-canzone indirizzata al collega Francesco Guccini sulla scorta della sua nota L'avvelenata; in questo brano, il cantautore emiliano critica il comportamento a suo dire ruffiano e opportunista di certi colleghi. Ligabue ha dichiarato di aver scritto questa canzone in un momento particolarmente difficile, dopo la perdita del bambino che aspettava dalla sua compagna, giunta ormai al sesto mese di gravidanza. Il cantautore ha inoltre definito il brano «poco utile, uno sfogo». La canzone è la seconda più lunga dell'album e, insieme a Quando mi vieni a prendere, si distacca dalla linea generale dell'album, per arrangiamenti decisamente più tranquilli.
Quando canterai la tua canzone, traccia d'apertura del disco scelta poi come secondo singolo, è invece un brano caratterizzato dal suono aggressivo delle chitarre, nel quale riveste particolare importanza anche la sezione ritmica.
Un altro brano rock presente nel disco è Nel tempo, il cui testo è stato anticipato il 13 marzo 2010, in occasione del cinquantesimo compleanno di Luciano Ligabue. La canzone è una sorta di riassunto della vita di Ligabue e dell'Italia: nei versi vengono citati personaggi come Aldo Moro, Enrico Berlinguer ed Ermanno Lavorini, si fa riferimento al movimento Studentesco del 1977, al processo a De Gregori, ma trovano spazio anche la prima volta del cantautore e figure come quelle di Zorro, Belfagor e Braccobaldo.
Non manca una canzone d'amore, Ci sei sempre stata, quarta traccia dell'album, con un assolo di chitarra finale molto lungo, eseguito da Corrado Rustici, nel quale sono inseriti anche suoni come il pianto di un bambino e il sospirare di una donna.
In La verità è una scelta, Ligabue lascia spazio all'elettronica. Questa scelta, inusuale nella discografia di Ligabue, ha portato la canzone ad essere definita la più potente e nuova del CD. Nella parte finale dell'album si trova Il peso della valigia, canzone scritta sulla base di una poesia dello stesso Ligabue, pubblicata nella raccolta Lettere d'amore nel frigo e intitolata Cosa non mettere in valigia. In Taca Banda, una canzone in stile swing, Ligabue ironicamente prende in giro le fissazioni delle persone. L'album si chiude con un augurio: Il meglio deve ancora venire.
Nella versione acustica del CD, contenuta nel cofanetto, alcune parole di tre canzoni vengono cambiate (anche se minimamente) rispetto all'originale. Nelle pagine cartacee del cofanetto però non c'è traccia delle parole cambiate. Le canzoni sono: Caro il mio Francesco, Il peso della valigia, Quando mi vieni a prendere.

### Il titolo e la copertina
Riguardo al titolo del disco, Ligabue ha dichiarato:
Credo di conoscere abbastanza bene i miei "mostri", mi fanno compagnia da tanto tempo. Può darsi che sia anche per questa lunga frequentazione che ora, in questa fase della mia vita, mi sembrano meno "potenti" e "ingombranti". Alcuni di loro li ho affrontati in questo album ma era solamente per fargli sapere che li stavo salutando. Loro come tutti gli altri.

So benissimo che sarebbe fin troppo bello che fosse un saluto definitivo. Infatti non mi sono permesso di dire: "Addio, mostro!" ma un più prudente e realistico "Arrivederci, mostro!". Un titolo però che, solo a pronunciarlo o a leggerlo, mi porta a galla sensazioni come sollievo, voglia di giocare, leggerezza, energia e fiducia. Tutte sensazioni che mi piacerebbe che quest'album vi trasmettesse in pieno.»
La copertina del disco è invece ripresa dall'opera Fishy Island del fotografo Erik Johansson, ed è stata realizzata da Paolo De Francesco.. Erik Johansson, in proposito, afferma di non averne mai autorizzato l'uso.
L'immagine ritrae un sarago, verde e sproporzionato. Secondo quanto dichiarato dal cantautore, il pesce rappresenta un mostro che di per sé non fa paura, ma che «se mai decidesse di inabissarsi, porterebbe con sé tutta la città che tiene in groppa». Inoltre, all'interno della copertina è presente un particolare per ciascuno dei brani che costituiscono il disco. Ligabue ha infine aggiunto che ognuno è libero di trarre dalla copertina una propria interpretazione.

### Il cofanetto
Visti i numerosi apprezzamenti ricevuti per la versione acustica di Un colpo all'anima, il 30 novembre è uscito il cofanetto Arrivederci, mostro! - Tutte le facce del mostro, contenente, oltre alla versione originale dell'album, anche un'edizione acustica degli stessi brani e un DVD live che ripercorre la prima parte di tour, con una canzone per ogni città visitata. In coincidenza con l'uscita del cofanetto, l'album è tornato in prima posizione in classifica.

## Tracce
Testi e musiche di Luciano Ligabue.
1. Quando canterai la tua canzone – 3:35
2. La linea sottile – 4:05
3. Nel tempo – 3:50
4. Ci sei sempre stata – 5:00
5. La verità è una scelta – 4:20
6. Caro il mio Francesco – 6:00
7. Atto di fede – 4:10
8. Un colpo all'anima – 3:20
9. Il peso della valigia – 4:40
10. Taca banda – 2:30
11. Quando mi vieni a prendere? (Dendermonde, 23/01/09) – 7:05
12. Il meglio deve ancora venire – 4:20

Traccia bonus nella versione iTunes
1. Un colpo all'anima (Versione acustica) – 3:31

CD bonus nell'edizione Tutte le facce del mostro - versione acustica dell'album
1. Un colpo all'anima – 3:31
2. La linea sottile – 4:12
3. Taca banda – 2:29
4. Quando mi vieni a prendere? – 6:28
5. Il meglio deve ancora venire – 4:45
6. Ci sei sempre stata – 4:16
7. Atto di fede – 4:11
8. La verità è una scelta – 4:07
9. Quando canterai la tua canzone – 4:04
10. Il peso della valigia – 4:15
11. Nel tempo – 3:24
12. Caro il mio Francesco – 6:04

DVD bonus nell'edizione Tutte le facce del mostro
1. Taca banda – Maio's version (Bari, Arena della Vittoria – 11 settembre 2010)
2. Quando canterai la tua canzone (Roma, Stadio Olimpico – 9 e 10 luglio 2010)
3. La linea sottile (Milano, Stadio di San Siro – 16 e 17 luglio 2010)
4. Nel tempo (Firenze, Stadio Artemio Franchi – 13 luglio 2010)
5. Ci sei sempre stata (Messina, Stadio San Filippo – 24 luglio 2010)
6. La verità è una scelta (Padova, Stadio Euganeo – 20 luglio 2010)
7. Caro il mio Francesco (Bologna, Stadio Dall'Ara – 4 settembre 2010)
8. Atto di fede (Pescara, Stadio Adriatico – 2 agosto 2010)
9. Un colpo all'anima (Palermo, Velodromo Paolo Borsellino – 7 settembre 2010)
10. Il peso della valigia (Salerno, Stadio Arechi – 30 luglio 2010)
11. Quando mi vieni a prendere? (Dendermonde, 23/01/09) (Oristano, Aeroporto Fenosu – 6 agosto 2010, il giorno prima del concerto)
12. Il meglio deve ancora venire – Taca banda (Studio version) (Torino, PalaOlimpico – 16/17/18 settembre 2010)

- Contenuti extra:
  - Making of Arrivederci, mostro!
  - Making of Arrivederci, mostro! in acustico
  - Chitarre! Chitarre!
  - Un colpo all'anima (videoclip)
  - Un colpo all'anima (backstage videoclip)
  - Quando canterai la tua canzone (video teaser)
  - Quando canterai la tua canzone (videoclip)
  - Quando canterai la tua canzone (backstage videoclip)

## Formazione
Hanno partecipato alle registrazioni, secondo le note di copertina:
Musicisti
- Luciano Ligabue – voce
- Michael Urbano – batteria
- Kaveh Rastegar – basso
- Luciano Luisi – tastiera
- Corrado Rustici, Federico Poggipollini, Niccolò Bossini  – chitarra
- Solis String Quartet – strumenti ad arco in Quando mi vieni a prendere?
- José Fiorilli – tastiera in Taca banda
- Lenny Ligabue – batteria in Taca banda

Produzione
- Claudio Maioli – produzione esecutiva
- Corrado Rustici – produzione artistica; arrangiamenti archi in Quando mi vieni a prendere?
- Chris Manning – registrazione, missaggio
- Stefano Riccò – assistente di studio
- Masterizzato da Brian Gardener al Bernie Gundman Studio di Los Angeles
- Alessio Pizzicannella – fotografie
- Paolo De Francesco – artwork
- Idea di copertina tratta da Fishy Island di Erik Johansson

## Successo commerciale
L'album debutta direttamente alla prima posizione della classifica ufficiale dei dischi più venduti in Italia, stilata da FIMI.
Il 28 maggio 2010 Ligabue riceve il Wind Music Award per Arrivederci, mostro!, che viene certificato multi-platino per le oltre 120 000 copie vendute. A luglio 2010 le copie vendute sono oltre 200.000 e successivamente l'album viene certificato disco di diamante. Inoltre, l'album è risultato al primo posto sia nella classifica dei più venduti in Italia nel corso dei primi 6 mesi del 2010, sia nella classifica complessiva di fine anno.

## Classifiche

### Classifiche settimanali
| Classifica (2010) | Posizione massima |
| ----------------- | ----------------- |
| Europa            | 27                |
| Italia            | 1                 |
| Svizzera          | 11                |

### Classifiche di fine anno
| Classifica (2010) | Posizione |
| ----------------- | --------- |
| Europa            | 96        |
| Italia            | 1         |
| Classifica (2011) | Posizione |
| Italia            | 15        |

## Curiosità
La rubrica musicale del TG1, a ottobre 2010, nel dettare la classifica degli album, alla posizione di Arrivederci, mostro! erroneamente ha scritto in sovrimpressione Arrivederci, Franzoni. Ne ha parlato anche il programma satirico di Canale 5 Striscia la notizia ipotizzando che gli autori del TG1 possano aver sbagliato di proposito, riferendosi ad Anna Maria Franzoni.